# Martín Alfonso de León
Martín Alfonso de León (c. 1220-1272) fue un noble leonés y caballero de la Orden de Santiago, hijo ilegítimo del rey Alfonso IX de León y de su amante, la noble portuguesa Teresa Gil de Soverosa, hija de Gil Vázquez de Soverosa y de María Aires de Fornelos quien también fue amante del rey Sancho I de Portugal.

## Biografía

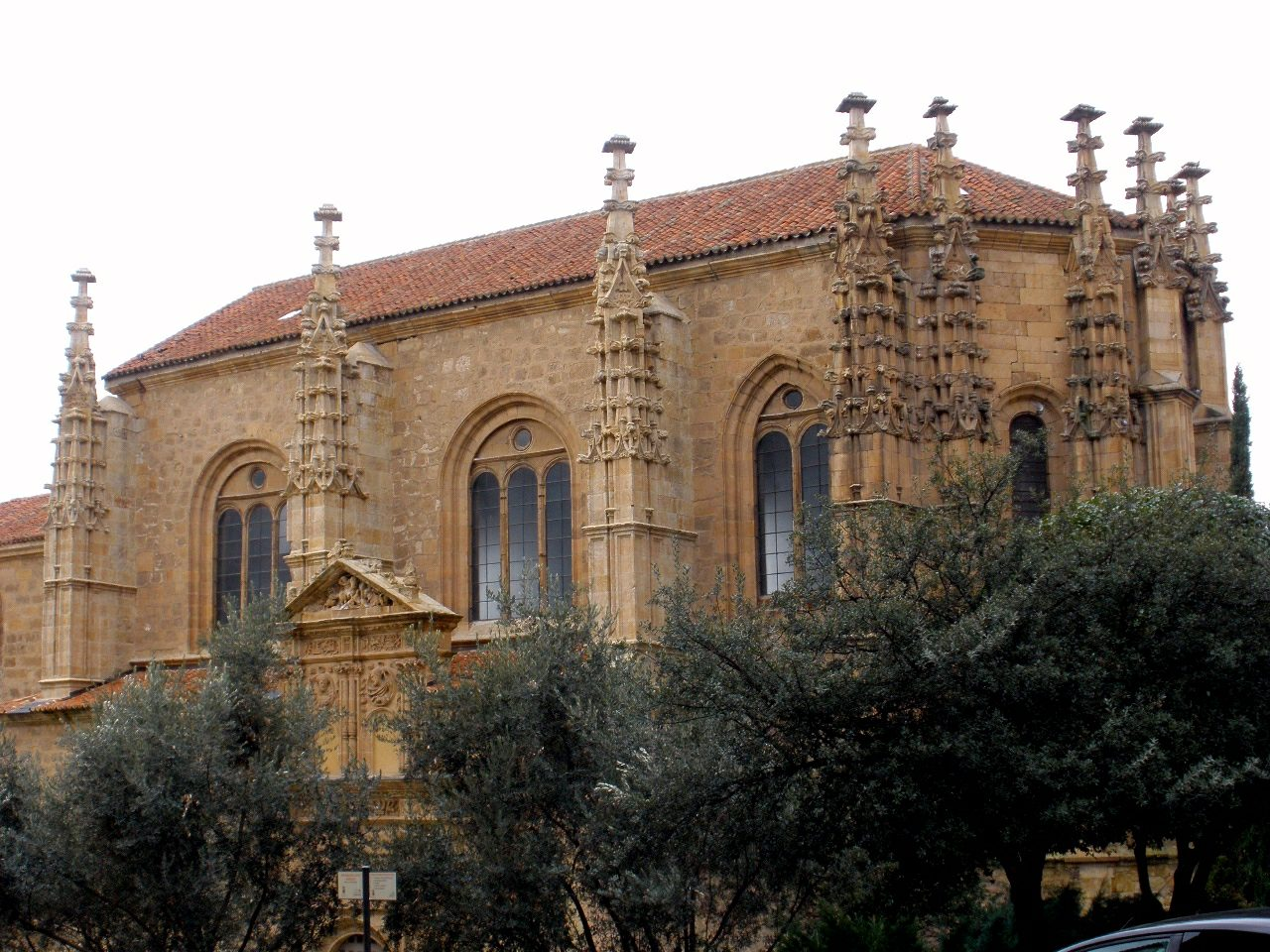
Iglesia de Sancti Spíritus en Salamanca, construida sobre las ruinas del antiguo monasterio.

La relación entre Alfonso IX y Teresa Gil se inició en 1218 y duró hasta la muerte del rey. Con Teresa tuvo un hijo, Martín, y tres hijas, todos nacidos entre 1218 y 1230, el año en que falleció Alfonso IX.
Martín aparece por primera vez el 13 de enero de 1243 en la documentación del monasterio de Santiago de Ermelo, en Bueu, con su madre Taresie Egidii vendiendo unas propiedades. Después figura frecuentemente en la documentación del monasterio de Sancti Spiritus en Salamanca, que fundó en 1268 con su esposa María Méndez de Sousa y la ayuda del maestre de la Orden de Santiago, Pelayo Pérez Correa. El matrimonio donó cuantiosas propiedades y tierras en Galicia, León y Portugal para la dotación de uno de los pocos monasterios femeninos de monjas comendadoras de la Orden de Santiago, donde ambos pidieron ser enterrados a su muerte.
Debió fallecer después del 3 de noviembre de 1269 y antes del 17 de abril de 1272, fecha en la cual María Méndez, declarándose viuda, donó varias heredades al monasterio de Sancti Spiritus de Salamanca, según se menciona en la documentación de dicho cenobio. El 27 de mayo de 1273, el rey Alfonso X de Castilla confirmó al municipio de Sancti Spiritus, todos los fueros como favor al monasterio que, según menciona el rey, fue mandado a construir por María Méndez y donde Martín Alfonso «hijo del rey de León» estaba enterrado. María Méndez habrá fallecido después de junio de 1279, probablemente alrededor de 1282, cuando se menciona por última vez en un privilegio otorgado por el rey Alfonso X a favor del monasterio y los vecinos de la localidad, a petición de María.

## Sepultura

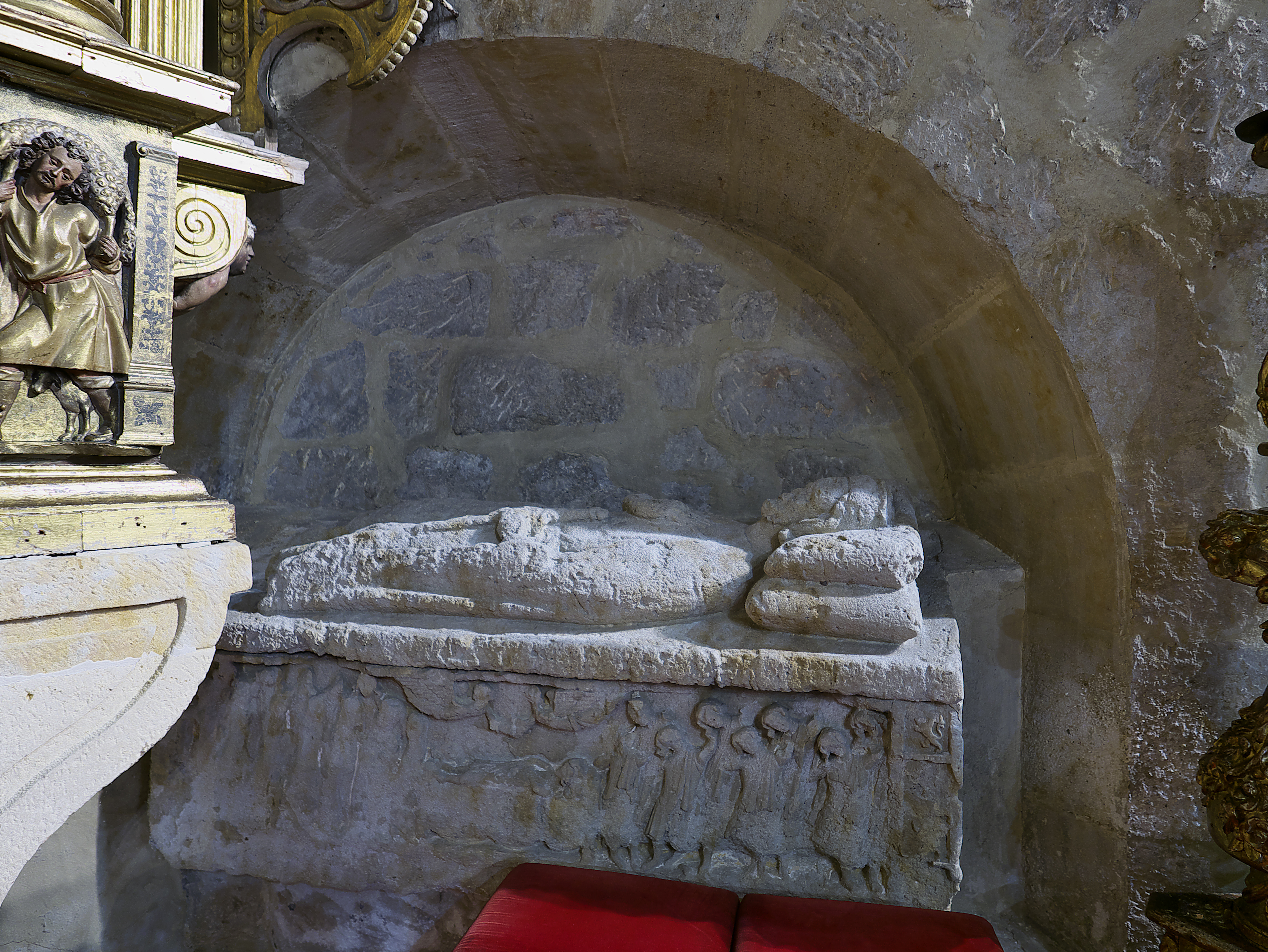
Sepulcro de Martín Alfonso de León

Martín Alfonso de León recibió sepultura, al igual que su esposa, en el monasterio de Sancti Spiritus de Salamanca. Su sepulcro, que está situado enfrente del de su esposa, se encuentra en el presbiterio de la iglesia.

## Matrimonio y descendencia
Martín Alfonso de León contrajo matrimonio con María Méndez de Sousa (m. c 1282), hija de Mendo González de Sousa y de Teresa Alfonso Téllez de Meneses —hija de Alfonso Téllez de Meneses y de Elvira Rodríguez Girón—. Era el segundo matrimonio de ambos. Ella había tenido cinco hijos de su primer matrimonio con quienes había distribuido su patrimonio en Fuenteungrillo en 1230. Martín había casado en primeras nupcias con Mayor Díaz con quien tuvo un hijo, Juan Martín, probablemente fallecido joven. No hubo sucesión de este segundo matrimonio.
El historiador Francisco de Rades y Andrada, erró en la interpretación de lo escrito por el conde de Barcelos sobre el abuelo materno de Martín, Gil Vázquez de Soverosa. Este último contrajo tres matrimonios: el primero con María Aires de Fornelos; el segundo con Sancha González de Orbaneja; y el tercero con María González Girón, y tuvo descendencia de los tres enlaces. Rades y Andrada atribuyó erróneamente las dos segundas esposas de Gil Vázquez a su nieto, Martín Alfonso de León, es decir, casó a su nieto con dos de las esposas de su abuelo. Un genealogista posterior, Ulloa Golfín, se inventó a un Gil Vázquez de León como hijo de Martín con su supuesta esposa María González Girón, que en realidad nunca existió ni como hijo de Gil Vázquez ni como hijo de Martín, y lo hizo el ancestro de la familia Mogollón en Extremadura.